# Lisa-Marie Mätschke
Lisa-Marie Mätschke (* 19. April 1995 in Berlin) ist eine ehemalige deutsche Tennisspielerin.

## Karriere
Mätschke begann mit fünf Jahren mit dem Tennisspielen und ihr bevorzugter Spielbelag ist der Hartplatz. Sie spielt vor allem Turniere des ITF Women’s Circuit, wo sie bislang drei Titel im Doppel gewinnen konnte.
2007 war Mätschke Deutsche Meisterin der U14 sowie Nummer eins der U14 in Berlin/Brandenburg.
Ihr erstes Profiturnier spielte Mätschke im Juli 2010 in Piestany. Sie erreichte im Einzel mehrere Male das Viertelfinale bei ITF-Turnieren, größere Erfolge blieben aber bislang aus. Erfolgreicher war Mätschke aber im Doppel. Im Dezember 2016 gewann sie zusammen mit Diana Popescu das mit 10.000 US-Dollar dotierte Turnier in Kairo, außerdem noch zwei weitere Doppeltitel 2017 in Den Haan, wo sie sich mit ihrer Doppelpartnerin Bojana Marinkov aus Serbien im Finale mit 6:4, 3:6 und 10:8 gegen Rio Kitagawa und Eliessa Vanlangendonck durchsetzte und 2018 in Antalya.
Beim mit 100.000 US-Dollar dotierten President’s Cup 2017 in Astana erreichte sie mit ihrer Doppelpartnerin Arina Folts das Viertelfinale, das sie aber mit 4:6 und 2:6 gegen Polina Monowa und Jana Sisikowa verloren.
Sie spielte 2009 für den LTTC Rot-Weiß Berlin und 2012 für den TC Blau-Weiss Halle in der 2. Tennis-Bundesliga, sowie 2018 für den TK Blau-Weiss Aachen in der 1. Tennis-Bundesliga.
Ihr letztes internationale Turnier spielte Mätschke im Mai 2018.

## Turniersiege

### Doppel
| Nr. | Datum             | Turnier | Kategorie   | Belag | Partnerin         | Finalgegnerinnen                      | Ergebnis         |
| --- | ----------------- | ------- | ----------- | ----- | ----------------- | ------------------------------------- | ---------------- |
| 1.  | 17. Dezember 2016 | Kairo   | ITF $10.000 | Sand  | Diana Popescu     | Anastasiia Gevel Julija Starodubzewa  | 3:6, 6:0, [10:7] |
| 2.  | 30. Juni 2017     | De Haan | ITF $15.000 | Sand  | Bojana Marinković | Rio Kitagawa Eliessa Vanlangendonck   | 6:4, 3:6, [10:8] |
| 3.  | 7. April 2018     | Antalya | ITF $15.000 | Sand  | Syna Schreiber    | Petja Arschinkowa Gebriela Michajlowa | 6:3, 6:1         |